# Pseudeusemia aperta
Pseudeusemia aperta là một loài bướm đêm trong họ Geometridae.